# 山口県道118号南岩国尾津線
山口県道118号南岩国尾津線（やまぐちけんどう118ごう みなみいわくにおづせん）は、山口県岩国市を通る一般県道である。

## 概要
岩国市南岩国2丁目から岩国市尾津町2丁目に至る。
本路線はもともと、岩国市牛野谷町1丁目と岩国市尾津町2丁目を結ぶ山口県道118号牛野谷尾津線（やまぐちけんどう118ごう うしのやおづせん）として認定され、愛宕山開発事業と連動して整備される予定だったが、愛宕山開発事業が中止されたため全く供用されることのないまま2009年（平成21年）3月にいったん廃止され、路線番号をそのままに、起点側の愛宕山開発事業区間を除外した上で、名称を改めて再度認定された路線である。
沿線に国立病院機構岩国医療センターなどがあり、そのアクセス道路として整備された。

### 路線データ
- 起点：岩国市南岩国2丁目[注釈 1]
- 終点：岩国市尾津町2丁目（国道188号交点）
- 総延長：1.36 km[注釈 2]
- 実延長：1.36 km

## 歴史
- 2001年（平成13年）6月26日 - 山口県告示第450号により「山口県道118号牛野谷尾津線」として認定される。
- 2009年（平成21年）
  - 3月27日 - 山口県告示第140号により「山口県道118号牛野谷尾津線」が未供用のまま廃止される[2]。
  - 8月28日 - 山口県告示第347号により「山口県道118号南岩国尾津線」として再認定[3]。
- 2011年（平成23年）3月30日 - 開通[1]。

## 地理

### 通過する自治体
- 岩国市

### 交差する道路
| 交差する道路               | 交差する場所 | 交差する場所 |
| -------------------------- | ------------ | ------------ |
| 国道188号 / 岩国南バイパス | 愛宕町1丁目  | [ 注釈 3 ]   |
| 国道188号                  | 尾津町2丁目  | 終点         |

### 沿線
- 山口県立岩国商業高等学校
- 山口放送ラジオ岩国中継局
- 岩国短期大学
- 高水高等学校・付属中学校